# Isola di Ventotene

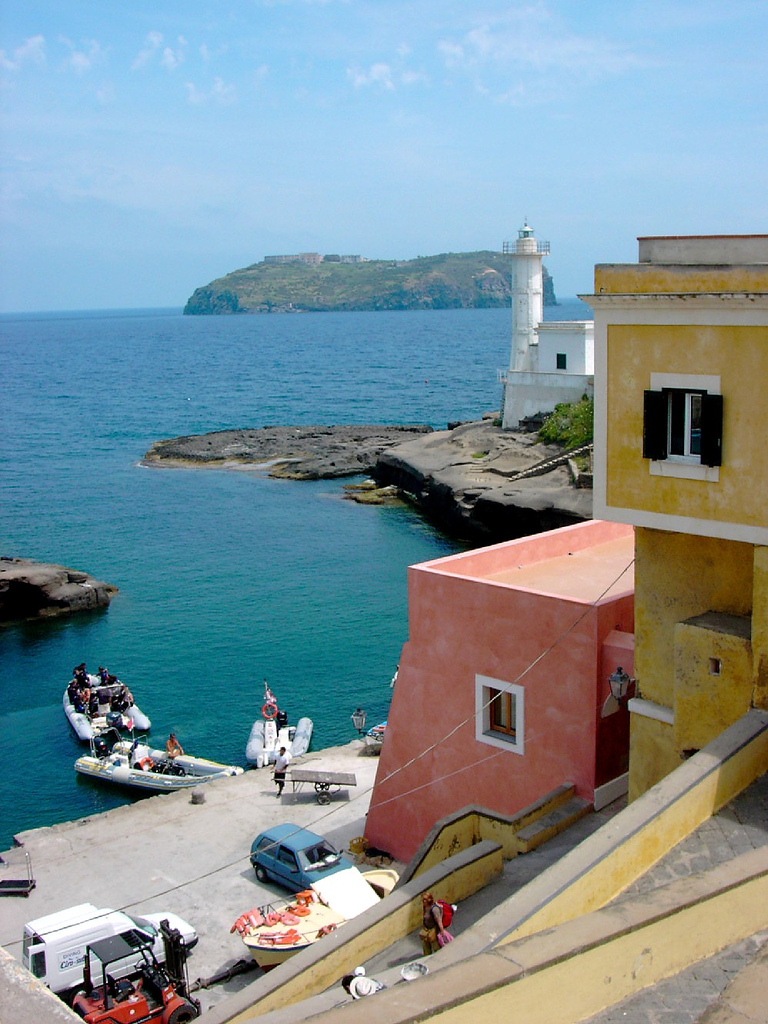
Santo Stefano e il Faro di Ventotene dalla rampa

Ventotene (AFI: /ventoˈtɛne/) è un'isola del Mar Tirreno, situata al largo della costa al confine tra Lazio e Campania. L'isola ha origini vulcaniche, e fa geograficamente parte dell'arcipelago ponziano. Rappresenta la parte terminale di un vulcano sommerso che si eleva da un fondale marino profondo 700 metri.

## Geografia
Ventotene ha una forma allungata, misura circa 1,9 chilometri quadrati ed un'altitudine massima di 139 metri, amministrativamente fa parte dell'omonimo comune (abitato da circa 700 persone) e della provincia di Latina. L'Isola di Santo Stefano si trova a circa 2 chilometri ad est, mentre l'Isola di Ponza è a 40 chilometri a nord-ovest.

## Storia

### L'età antica e l'etimologia dell'isola
Ventotene era conosciuta già al tempo dei Greci e Romani, i quali usavano chiamarla Pandataria o Pandateria (Παντατήρια in greco antico), da cui deriva l'interessante evoluzione filologica del nome. 
Dall'antico toponimo grecoΠανδαταερíα e Πανδατερíα (‘colei che distribuisce tutto’), forse per la presenza di un tempio dedicato a una perduta divinità locale, nome che fu poi nei secoli trasformato in Bentitiene (‘isola dai fondali buoni tenitori’) o Bentitieni e anche Eutitieni, quest’ultimo in una singolare contaminazione tra greco e italiano.
L'antica Pandataria divenne famosa perché fu l'isola in cui prima, nel 2 a.C., Augusto esiliò la figlia Giulia, cui si accompagnò volontariamente la madre Scribonia (resti di villa Giulia a Punta Eolo), poi l'imperatore Tiberio esiliò la nipote Agrippina nel 29 d.C., che si lasciò morire di fame sull'isola nel 33 d.C., e più tardi, nel 62 d.C., l'imperatore Nerone esiliò la prima moglie Ottavia, dopo averla ripudiata con il pretesto di non avergli dato figli, ma in realtà per l'odio che egli provava per lei in quanto figlia di Claudio e beneamata dal popolo.
Del periodo romano a Ventotene sono rimaste diverse rovine di ville e acquedotti, il porto antico e le peschiere modellate nelle rocce vulcaniche di tufo.

### Il periodo borbonico
L'isola rimase prevalentemente disabitata fino al 1771, quando, per decreto di Ferdinando IV di Napoli, fu popolata da coloni provenienti dalla Campania, principalmente da Torre del Greco e Ischia.

### Periodo fascista e anti fascista
Durante il periodo fascista, precisamente dal 1941 al 1943, sull'isola furono confinati numerosi antifascisti di tutte le tendenze, nonché persone considerate non gradite al regime: tra questi vi furono Sandro Pertini, Luigi Longo, Umberto Terracini, Pietro Secchia, Eugenio Colorni, Altiero Spinelli, Ernesto Rossi. Furono proprio questi ultimi due antifascisti a scrivere sull'isola, nella primavera del 1941, l'importante documento Per un'Europa libera e unita. Progetto di Manifesto diventato noto come Manifesto di Ventotene. 
Nel documento la federazione degli Stati d'Europa, sul modello statunitense, viene indicata come l'unica soluzione per la salvezza della civiltà europea: da allora in poi gli Stati Uniti d’Europa cessano di essere un oggetto di interesse filosofico o culturale ma diventano obiettivo politico concreto.

## Cinema & Media
- Nell'Isola sono stati girati 2 film di Paolo Virzì: Ferie d'agosto e Un altro ferragosto.
- A Ventotene sono visibili le televisioni nazionali e quelle ricevute dalla Campania.

## Turismo

### Subacquea
Dal punto di vista del turismo subacqueo Ventotene è frequentata per via delle belle immersioni sulla costa a ponente, all'interno dell'Area marina protetta, non troppo affollate e accessibili a tutti i sub con un minimo di esperienza.
- "Punta Pascone", immersione facile con profondità massima di soli 15 metri. Il fondale di sabbia lavica nera è popolato da tracine e rombi. Su di questo si apre un'ampia grotta, ricca di nudibranchi, molto suggestiva per la fotografia subacquea.
- "Secca dell'Archetto", a circa 300 metri dalla costa dell'isola in mare aperto, immersione più impegnativa per via della profondità fino a 50 metri, ma comunque accessibile a tutti. Un tunnel subacqueo, a profondità ancora ridotta, è ricco di spugne, di re di triglie e di anemoni di mare.
- "Punta dell'Arco", fino ai 40 metri di profondità, caratterizzata da due grotte a 30 metri ricche di tunicati e di castagnole rosse[9].
- Relitto della Santa Lucia[10], affondato il 24 luglio 1943 da un attacco aereo e posato sul fondale sabbioso da 39 a 46 metri[11] di profondità.

## Galleria d'immagini

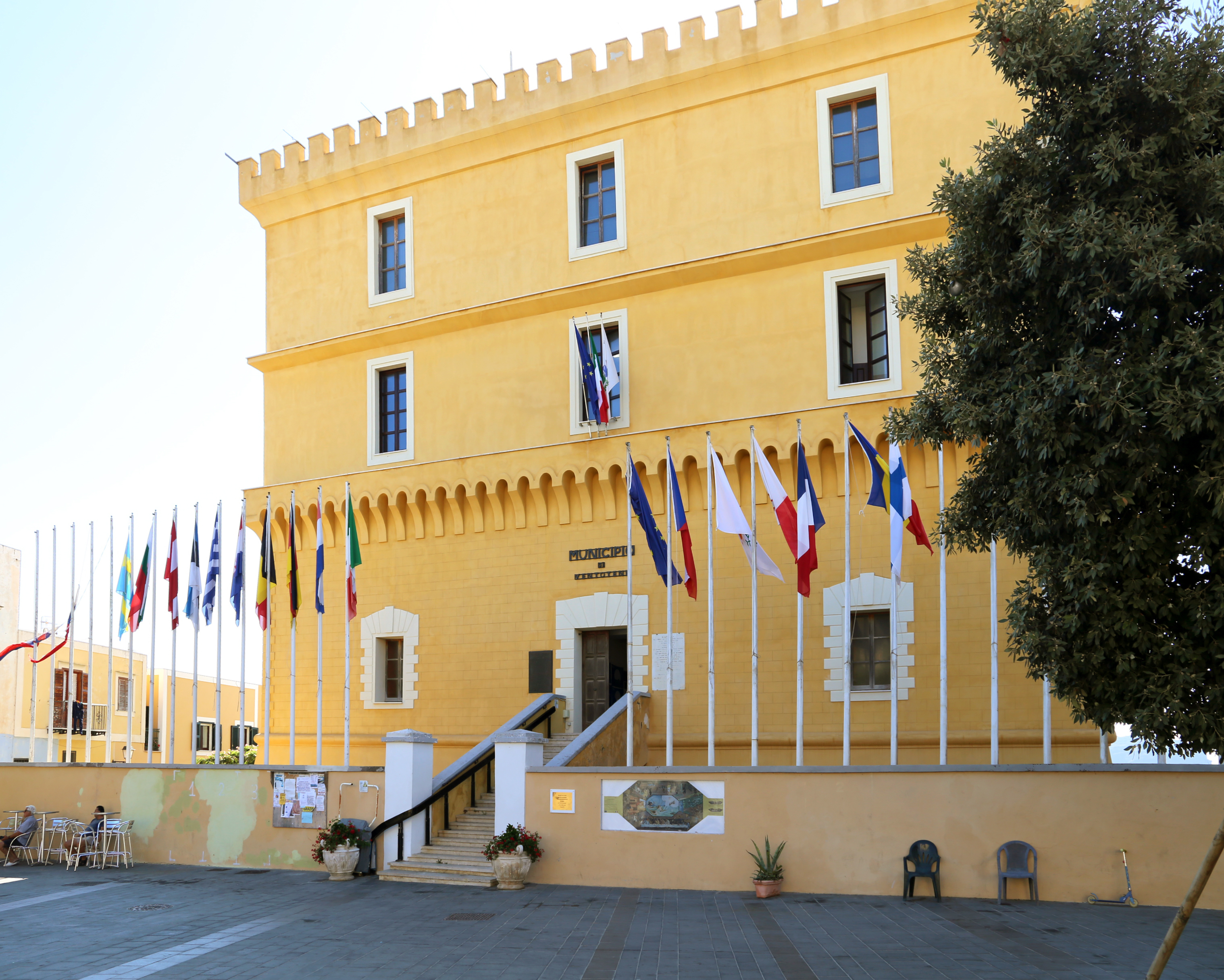
Il castello
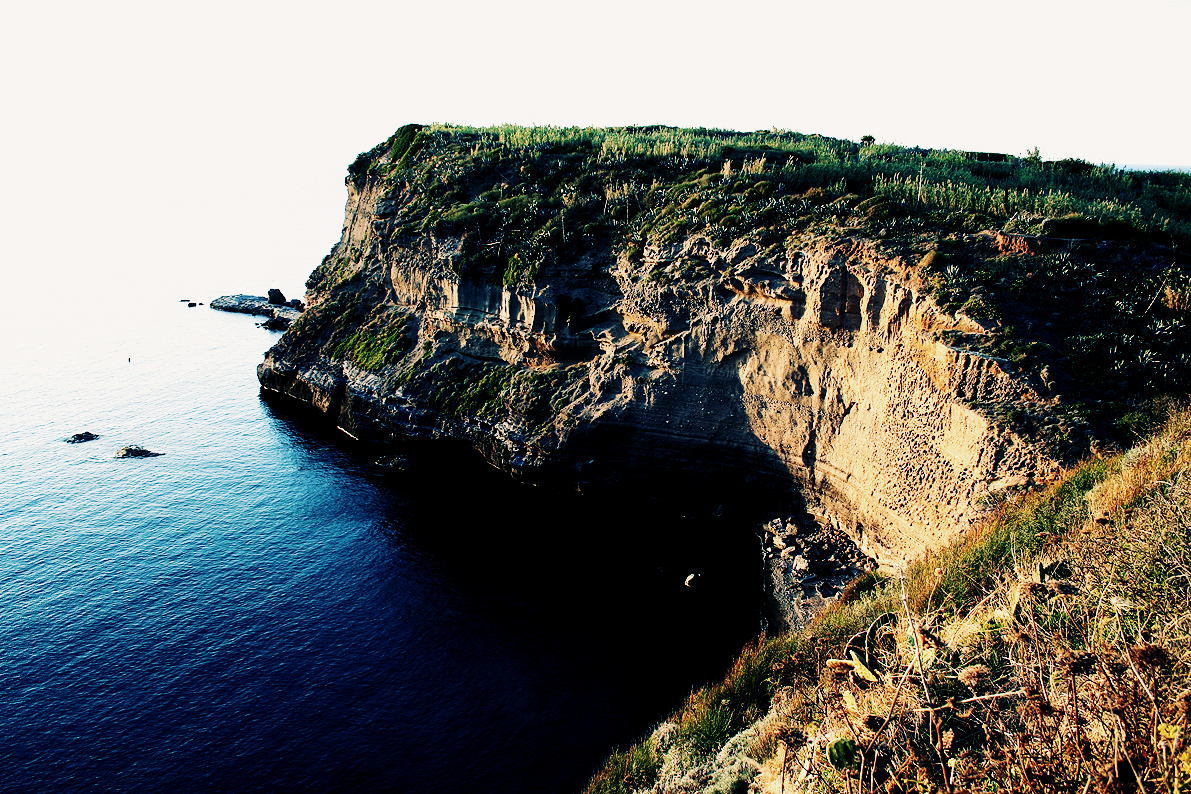
La costa di Ventotene
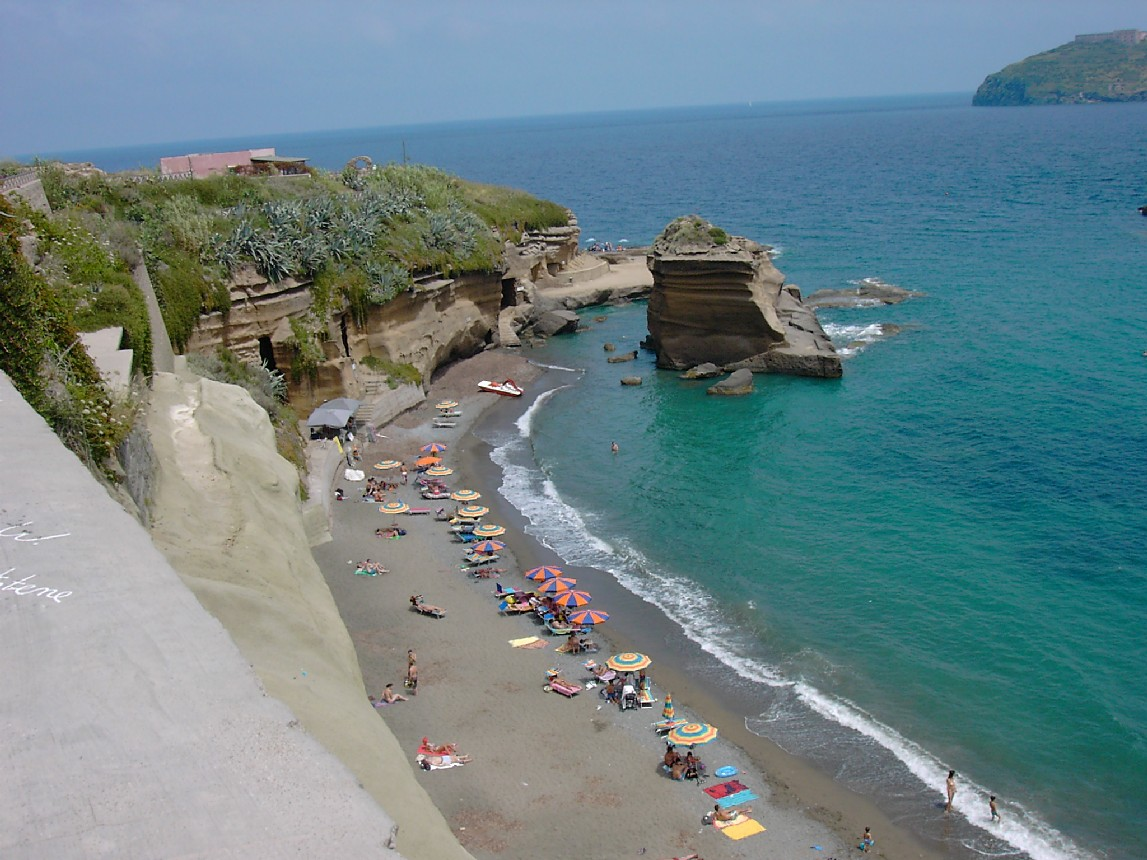
Spiaggia di Ventotene
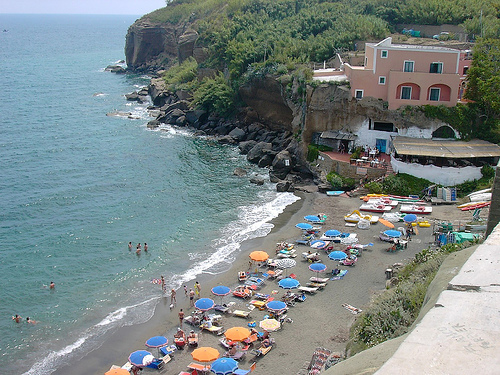
Spiaggia di Ventotene